# 지토세역 (지바현)
지토세역(일본어: 千歳駅, ちとせえき)은 일본 지바현 미나미보소시에 있는 동일본 여객철도의 철도역이다.

## 역 구조
단식 1면 1선 구조의 지상역이다. 우치보 선의 역들 중 유일하게 교행이 불가능한 역이다. 승강장은 10량 편성까지 수용할 수 있다. 다테야마역이 관리하는 무인역으로, 승차역 증명서 발행기가 놓여 있다. 간이 개찰기에서 스이카 및 제휴 교통카드의 사용이 가능하다.

## 역세권 정보
- 국도 410호선

## 역사
- 1927년 5월 20일 - 일본국유철도 호조 선 (지금의 소토보 선)의 미나미하라 역과 지쿠라 역 사이에 새로이 개업했다.
- 1987년 4월 1일 - 민영화에 따라 동일본 여객철도의 소속이 되었다.
- 2009년 3월 14일 - 스이카의 사용이 가능해졌다.

## 인접역
| 동일본 여객철도 우치보 선 | 동일본 여객철도 우치보 선 | 동일본 여객철도 우치보 선 |
| ------------------------- | ------------------------- | ------------------------- |
| 미나미하라 소가 방면      | ■ 우치보 선               | 지쿠라 아와카모가와 방면  |